# Palazzo Diedo (Cannaregio)
Palazzo Diedo è un edificio storico di Venezia ubicato nel sestiere di Cannaregio, costruito nella prima metà del XVIII secolo. Nel 2022 è stato acquisito da Nicolas Berggruen, che lo ha destinato a sede di Berggruen Arts & Culture, centro culturale dedicato all’esplorazione dei rapporti tra arte visiva e cultura contemporanea in stretto contatto con gli antichi mestieri veneziani.

## Storia
Palazzo Diedo è stato edificato tra il 1710 e il 1720 su progetto dell’architetto Andrea Tirali come residenza della prestigiosa famiglia Diedo. Il palazzo, situato sul Rio di santa Fosca, è una struttura a cinque piani con una superficie di circa 4.000 metri quadrati, che comprende due piani nobili e un mezzanino.
A seguito del fallimento della famiglia Diedo, nel 1889 il palazzo fu acquistato dal Comune di Venezia. Nei decenni successivi ospitò diverse istituzioni cittadine. 
Per decenni Scuola Elementare nel 1989 venne assegnato al Ministero della Giustizia, che vi collocò la Pretura e la Procura circondariale divenendo nel 1993 sede del Tribunale di sorveglianza.
Nel 2012, con il trasferimento del Tribunale di sorveglianza nella Cittadella della Giustizia a Piazzale Roma, Palazzo Diedo tornò sotto la gestione del Comune di Venezia.

## Berggruen Arts & Culture
Nel 2022, il collezionista e filantropo Nicolas Berggruen, fondatore del Berggruen Institute, ha acquisito Palazzo Diedo per renderlo la sede di Berggruen Arts & Culture, un nuovo centro espositivo e produttivo per l’arte e la cultura contemporanea.
Dopo due anni di restauro sotto la direzione lavori dello studio Silvio Fassi, Palazzo Diedo ha aperto al pubblico in concomitanza con la 60 Biennale d’Arte il 20 aprile 2024, con la mostra Janus, curata da Mario Codognato, direttore di Berggruen Arts & Culture, e Adriana Rispoli, curatrice di Berggruen Arts & Culture. 
A partire dal 2026 ospiterà un programma di residenza per artisti, in collaborazione con artigiani veneziani specializzati in tecniche tradizionali come la lavorazione del vetro, della ceramica, dei tessuti e del ferro.

## Architettura e decorazioni
L’androne del palazzo si sviluppa su una pianta a croce con quattro ingressi, nella parte centrale sono presenti due portali decorati con timpani scolpiti e colonne in pietra d'Istria. 
I piani nobili conservano la disposizione tradizionale veneziana tripartita con un lungo portego centrale da cui si accede alle stanze laterali, dotato di tre grandi aperture sulle facciate. 
Il piano terra, con un’altezza di 8 metri, presenta due portali decorati da una trabeazione a fasce e un piccolo timpano centrale con figure in pietra d’Istria. I mezzanini conservano un apparato decorativo con stucchi monocromi e policromi in toni pastello, cornici e medaglioni con ritratti.
Il primo piano nobile è arricchito nelle sale laterali da due preziosi cicli di affreschi di soggetto allegorico-mitologico: il ciclo del lato Ovest, datato 1765, è attribuito alla mano di Francesco Fontebasso, mentre quello del lato ovest celebra le nozze di Antonio Diedo e Lucrezia Adriana Nani avvenute nel 1795 a ed è attribuito a Costantino Cedini.
Durante i recenti lavori di restauro sono stati ritrovati monumentali stralci di un ciclo decorativo su tutta la superficie del portego centrale. Sotto pesanti ridipinture ottocentesche i restauri hanno riportato alla luce imponenti figure di telamoni e cariatidi arricchite da festoni e trompe-l'oeil  probabilmente sottoposti a censura per pubblico decoro negli anni di uso civile del Palazzo.
Il secondo piano nobile, destinato in futuro a laboratori per artisti, conserva sei affreschi monocromatici raffiguranti capricci romani nella sola navata centrale.
I due piani ammezzati sono decorati con stucchi monocromi o tenui colori pastello di pregevole fattura risalenti al XVIII secolo. Si alternano nelle stanze semplici motivi floreali, medaglioni con ritratti e temi mitologici tra cui un ricco bassorilievo raffigurante Cerere, dea delle messi, sul carro trainato da due draghi alati.

## Opere contemporanee permanenti
Durante i lavori di restauro Palazzo Diedo è stato arricchito da undici opere espressamente commissionate ad artisti contemporanei che hanno lavorato site specific in diretto rapporto con l’architettura e interpretando i mestieri d’arte di Venezia, come gli affreschi, i teleri, il vetro di Murano, i tessuti preziosi e la decorazione a terrazza dei pavimenti. 
Le opere permanenti:
- Carsten Höller, Scala del dubbio, 2024, Balaustre in metallo, pietra di Vicenza, marmorino, strutture metalliche
- Ibrahim Mahama, Three Little Birds, 2023,  Murale in rilievo, fibra di vetro
- Mariko Mori, Great Light, 2024, Tessuto stampato
- Sterling Ruby, Lantern (3), 2024, Fusione di alluminio in terra, vetro
- Jim Shaw, The Alexander Romances, 2024, Acrilico su fondale in mussola, acrilico su pannelli di legno e modanatura decorativa in legno
- Hiroshi Sugimoto, Enlightning, 2024, Tessuto stampato
- AYA TAKANO, Happy and joyous days, 2024, Affresco
- Liu Wei, Throw a Dice, 2024, Fibra di vetro, lastra in polietilene, lastra acrilica, lega di alluminio, legno, light box LED
- Lee Ufan, Response, 2024, Affresco
- Urs Fisher, Good Luck Peanuts, 2024, Acrilico, spray acrilico, smalto su sabbia affrescata e intonaco a calce
- Piero Golia, Untitled (pavimento), 2024, Piattaforma in legno, materiali per il pavimento in terrazzo veneziano non finito e un operaio edile

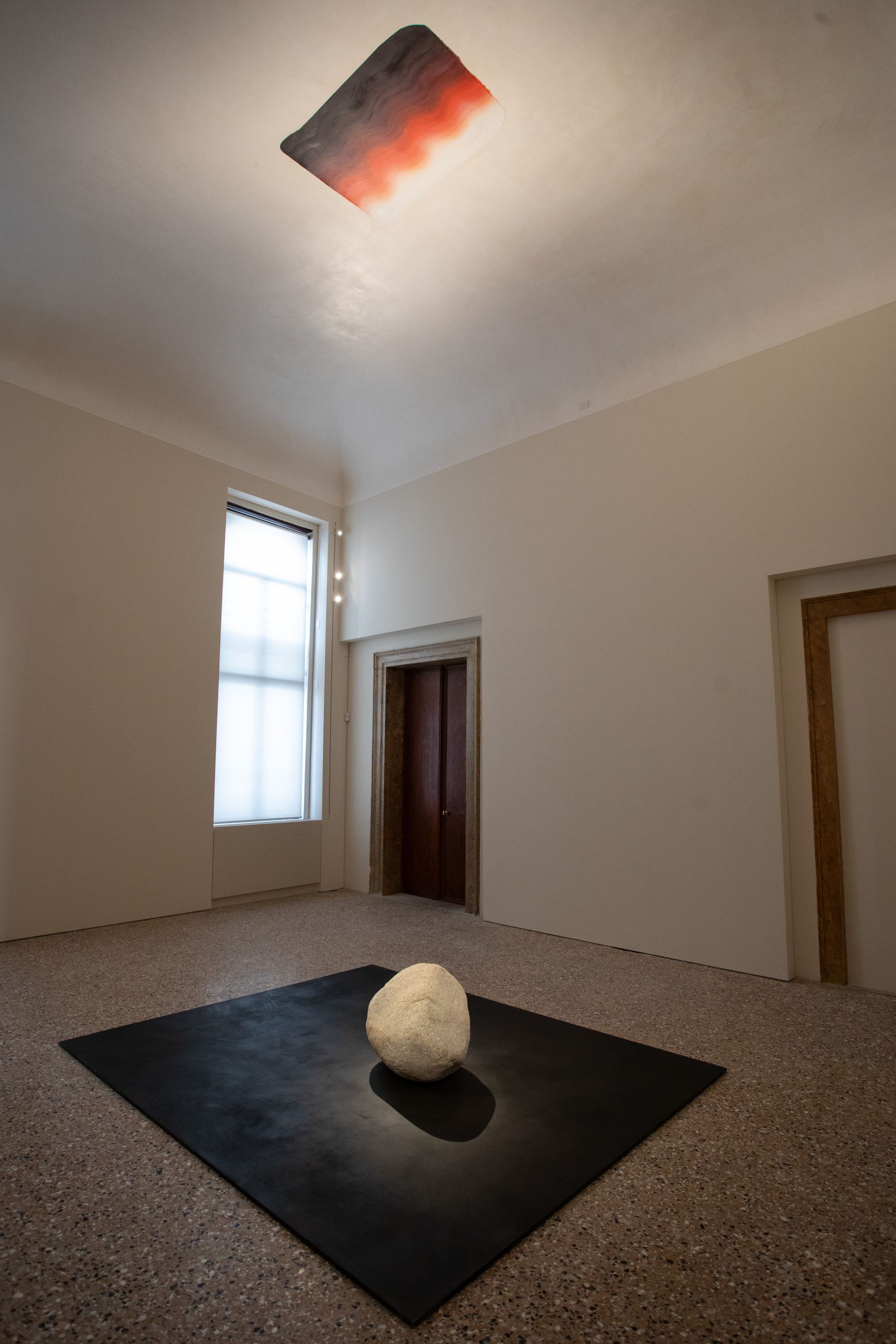
Lee Ufan, Response, 2024, Affresco
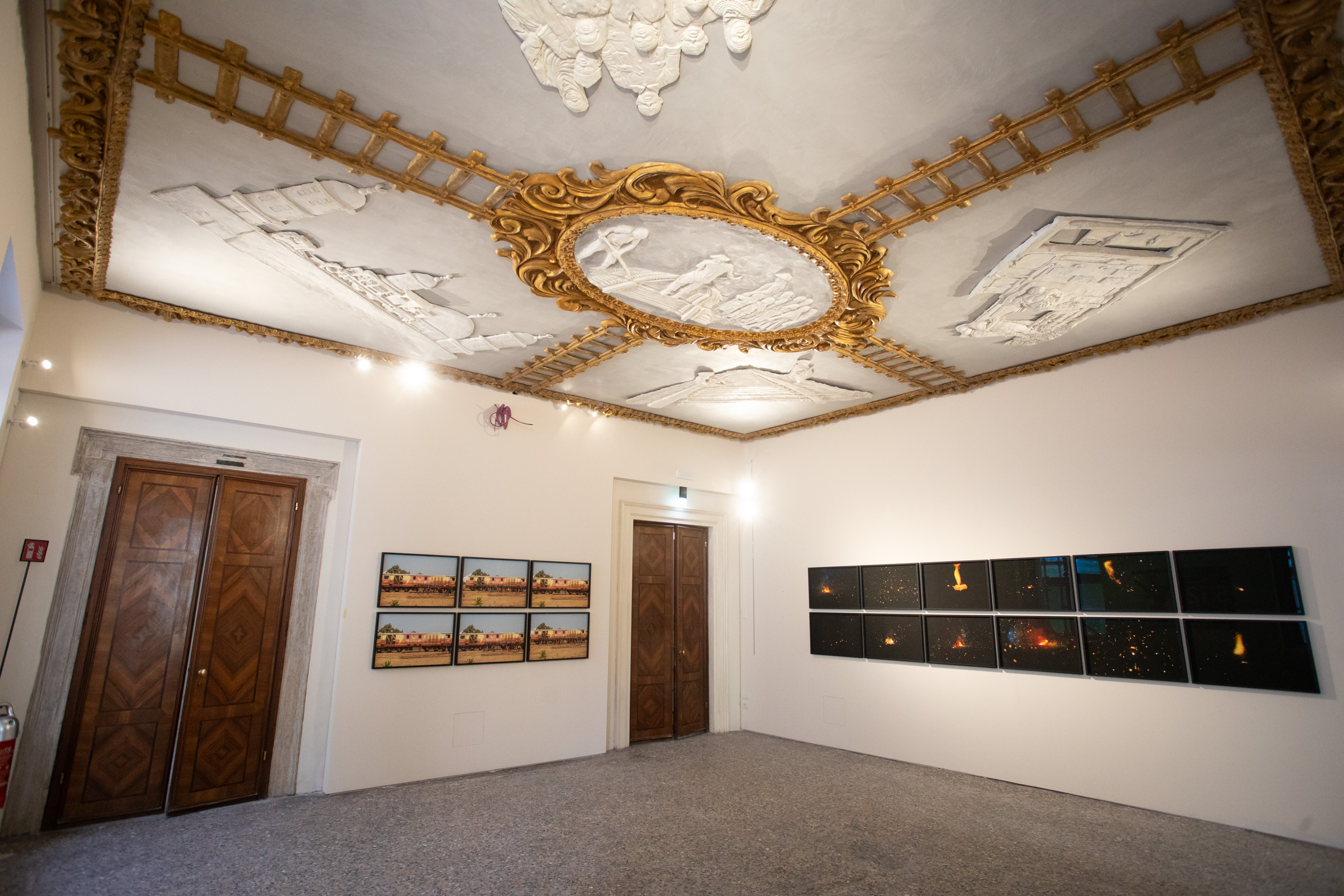
Ibrahim Mahama, Three Little Birds, 2023, Murale in rilievo, fibra di vetro

## 2024: La mostra Janus
Il 20 aprile 2024, Palazzo Diedo ha riaperto al pubblico con la mostra Janus, curata da Mario Codognato, direttore di Berggruen Arts & Culture, e Adriana Rispoli, curatrice di Berggruen Arts & Culture.
La mostra prende il nome da Giano (Janus), tra le divinità più antiche e venerate del Pantheon romano il dio degli inizi e dei passaggi che con la sua classica iconografia bifronte è in grado di guardare contemporaneamente al passato e al futuro, in linea con l’obiettivo della mostra di connettere simbolicamente la storia con la contemporaneità e metafora stessa di Palazzo Diedo che intende guardare al passato per poter interpretare il futuro.  
Le opere della mostra Janus sono state concepite in dialogo con l’architettura settecentesca di Palazzo Diedo, ispirandosi ai mestieri tradizionali veneziani come la lavorazione del vetro di Murano, la produzione di tessuti pregiati e l’arte dell’affresco. 
Janus unisce artisti di nazionalità e culture diverse ponendosi come ponte tra est e ovest, sud e nord e comprende interventi site-specific e opere d’arte realizzati da artisti di fama internazionale come Urs Fischer, Piero Golia, Carsten Höller, Ibrahim Mahama, Mariko Mori, Sterling Ruby, Jim Shaw, Hiroshi Sugimoto, AYA TAKANO, Lee Ufan e Liu Wei.
Accanto alla mostra Janus, l’istituzione interdisciplinare The Kitchen ha presentato una mostra personale dell’artista londinese Rhea Dillon. Le sue opere esplorano la concettualizzazione della Blackness nell’estetica contemporanea.

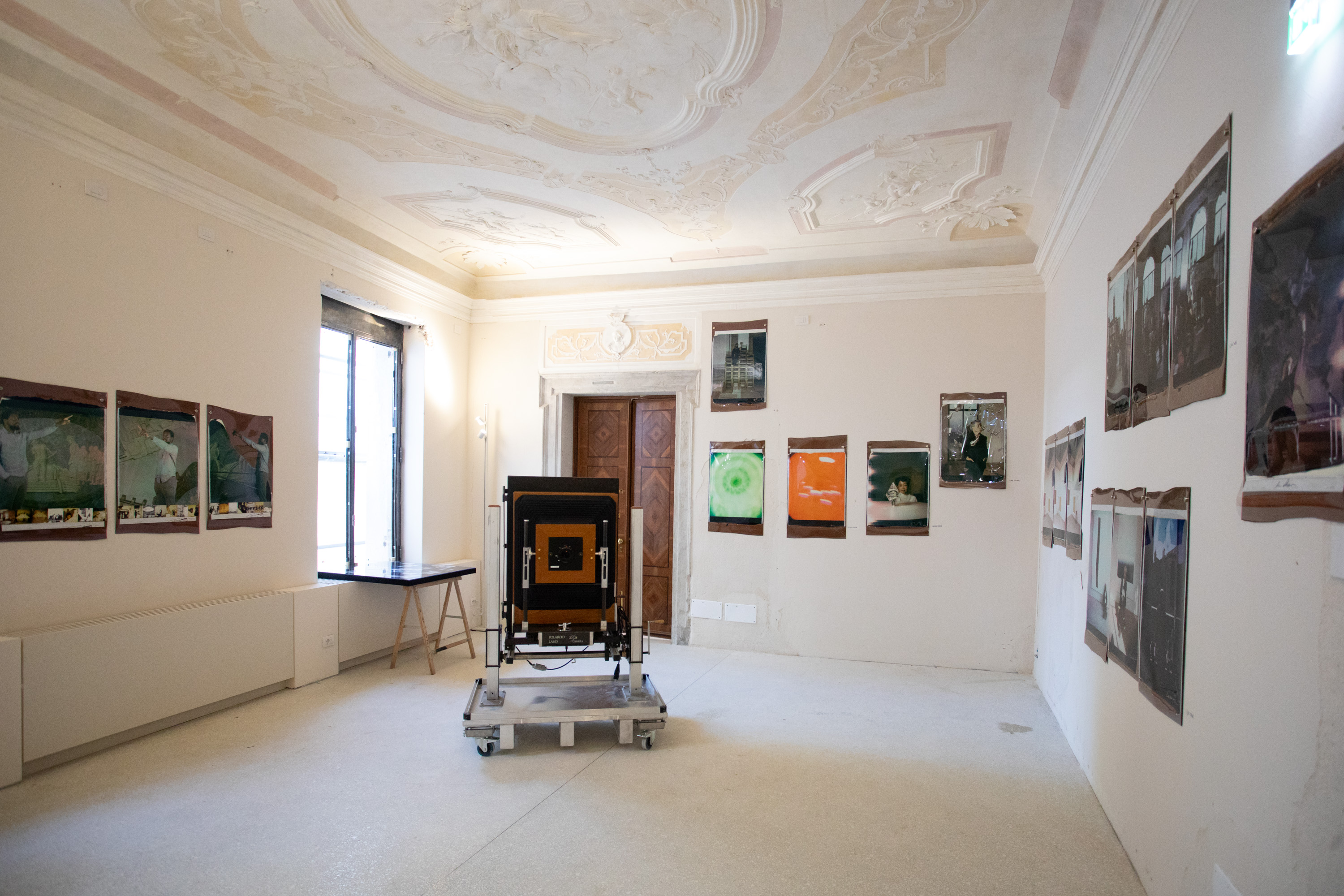
Palazzo Diedo Polaroid Foundation

Durante le giornate inaugurali, la Polaroid Foundation ha invitato gli artisti coinvolti a creare opere utilizzando la celebre macchina Polaroid 20×24. In passato, questa macchina fotografica è stata utilizzata da artisti come Andy Warhol, Chuck Close, Jim Dine, Maria Magdalena Campos-Pons, Mary Ellen Mark, Mickalene Thomas, Robert Frank, Robert Mapplethorpe, Robert Rauschenberg e Sally Mann. John Reuter, esperto nell’uso della Polaroid sin dal 1980, ha assistito gli artisti nella creazione di immagini di grandi dimensioni (20x24 pollici) per la mostra.
Inoltre, Palazzo Diedo ospita un piccolo cinema che, ogni giovedì fino a novembre, ha proiettato l’ultimo film dell’artista Koo Jeong A, rappresentante della Corea del Sud alla Biennale Arte di Venezia del 2024.

## 2025: The Next Earth
Il 10 maggio 2025, Palazzo Diedo ha inaugurato The Next Earth: Computation, Crisis, Cosmology, un percorso espositivo che approfondisce l’impatto delle trasformazioni tecnologiche, delle crisi ambientali e delle nuove visioni cosmologiche attraverso installazioni immersive, sperimentazioni architettoniche e narrazioni speculative sul futuro. Curata da Benjamin H. Bratton, Nicholas de Monchaux e Ana Miljacki, la mostra è frutto della collaborazione tra Antikythera, iniziativa di ricerca del Berggruen Institute, e il MIT Department of Architecture, e si inserisce come Evento Collaterale della 19.a Biennale Internazionale di Architettura.
The Next Earth si articola in due sezioni: The Noocene e Climate Work. La prima, sviluppata da Antikythera, esplora l’idea di una nuova epoca geologica — chiamata Noocene — in cui la computazione, intesa non solo come tecnologia ma come infrastruttura cognitiva e cosmologica, diventa una forza capace di modellare il pianeta. Il titolo stesso richiama l’Antikythera mechanism, antico calcolatore astronomico greco, simbolo di un’intelligenza tecnica che attraversa i secoli. In questa visione, la Terra non è più solo un ambiente da abitare, ma un sistema complesso in cui pensiero umano e machinico si intrecciano, ridefinendo le condizioni stesse dell’abitare.
La seconda sezione, Climate Work, raccoglie 37 progetti sviluppati all’interno del MIT Architecture, che affrontano il tema della crisi climatica da prospettive diverse: dalla decostruzione delle narrative coloniali del paesaggio, alla sperimentazione di nuovi materiali e tecniche costruttive, fino alla ridefinizione delle mappe e delle rappresentazioni del territorio. Il filo conduttore è la necessità di “disfare il mondo” per poterlo ripensare: un gesto critico e progettuale che mette in discussione le categorie tradizionali dell’architettura e apre a nuove forme di immaginazione ecologica.
Le opere e i materiali in mostra — modelli, video, installazioni, documentazioni di ricerca — trasformano gli spazi di Palazzo Diedo in un ambiente immersivo e stratificato, dove il visitatore è invitato a confrontarsi con scenari futuri che non sono né utopici né distopici, ma radicalmente possibili. Durante il periodo espositivo, Palazzo Diedo ospiterà una serie di incontri, talk e workshop che coinvolgeranno artisti, scienziati, filosofi e attivisti, con l’obiettivo di costruire un dialogo aperto tra saperi e visioni del futuro.